# Karaszyńce
Karaszyńce – wieś na Ukrainie w rejonie czortkowskim należącym do obwodu tarnopolskiego.
W II Rzeczypospolitej wieś w powiecie kopyczynieckim województwa tarnopolskiego. W marcu 1944 nacjonaliści ukraińscy z OUN-UPA zamordowali tutaj 9 Polaków.
Do 2020 w rejonie husiatyńskim.